# فرودگاه خاباروفسک-نا-آموره دمگی

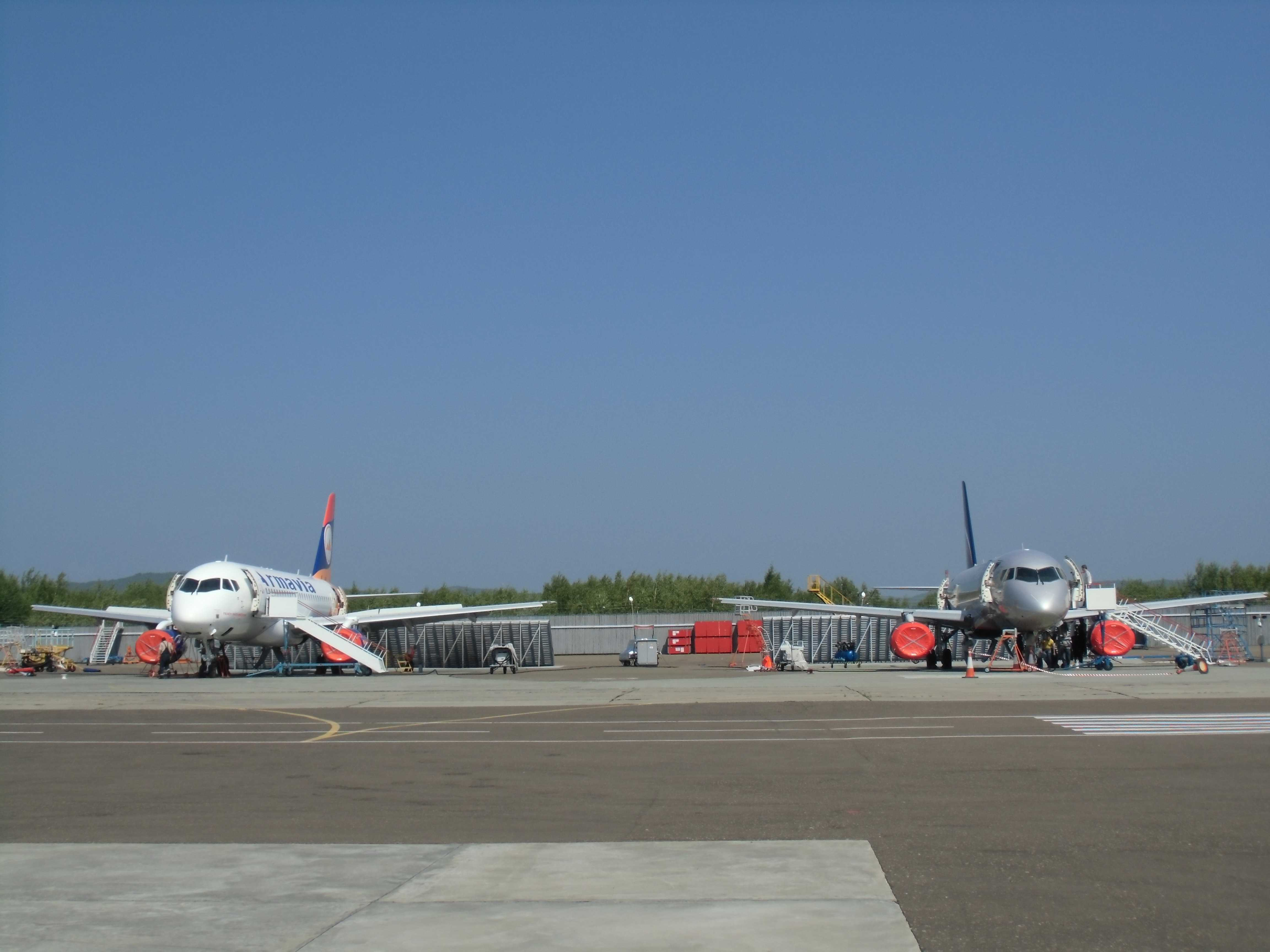
تصویری زمینی از فرودگاه (خاباروفسک-نا-آموره دمگی)

فرودگاه خاباروفسک-نا-آموره دمگی (به روسی: Аэропорт Дзёмги) فرودگاهی نظامی واقع در کامسامولسک بر آمور در کشور روسیه است که توسط نیروی هوایی روسیه اداره می‌شود.